# Nhà Koháry
Nhà Koháry (tiếng Hungary: Koháry-ház) là một gia đình quý tộc Hungary nổi tiếng giàu có, trụ sở đặt tại lâu đài Čabraď và cung điện Szentantal (ngày nay là Svätý Anton, Slovakia). Tháng 2 năm 1616, gia tộc được trao tước vị Freiherr (Nam tước) đến tháng 7 năm 1685 được nâng lên thành Graf (Bá tước). Koháry là một trong 3 gia tộc sở hữu nhiều đất đai nhất Vương quốc Hungary dưới thời cai trị của Quân chủ Habsburg. Người của gia tộc từng là tướng quân và tể tướng đại thần của Hungary.
Ngày 15 tháng 11 năm 1815, Hoàng đế Franz Joseph I của Áo đã trao tước Fürst (Thân vương đế chế) cho Franz Josef, Bá tước Koháry de Csábrág et Szitnya, hành động này diễn ra 2 tuần trước khi con gái của ông là Mária Antónia Koháry đính hôn chính thức với Thân vương tử Ferdinand đến từ vương tộc cai trị Sachsen-Coburg và Gotha, vì gia tộc ông chỉ sở hữu danh hiệu quý tộc Bá tước, không thể liên hôn ngang hàng với một thân vương đế chế, nếu không có tước thân vương ngang hàng thì các hậu duệ của con gái ông sẽ bị xem là sản phẩm của quý tiện kết hôn.
Nhà Koháry tuyệt tự dòng nam sau cái chêt của Thân vương Franz Josef và con gái của ông là Mária Antónia Koháry xứ Csábrág và Szitnya đã thừa kế toàn bộ tài sản của gia tộc ước tính khoảng 20 triệu franc. Hậu duệ của bà với Thân vương tử Ferdinand mang họ Sachsen-Coburg và Gotha-Koháry và nó mau chống trở thành một vương tộc, nắm ngai vàng của Vương quốc Bồ Đào Nha và Vương quốc Bulgaria. Hậu duệ dòng nữ của Nhà Koháry vẫn còn tồn tại đến ngày nay thông qua nhà Sachsen-Coburg và Gotha-Koháry.